# Fundação Cultural Evailton Vilela
Fundação Cultural Evailton Vilela é uma organização não governamental brasileira, que atua em Juiz de Fora.
A entidade desenvolve trabalhos sócio-educativos, culturais, esportivos e tecnológicos, principalmente nas áreas da periferia. Na sua sede, a Casa de Cultura Evailton Vilela, são oferecidas aulas de língua espanhola, capoeira, breakdance e jazz dance.
A Fundação criou também o projeto Museu da Memória da Pessoa Comum, com o objetivo de preservar a identidade material e imaterial das comunidades atendidas, reunindo fotografias, registros audiovisuais e relatos sobre moradores da região.